# Хвостовка (Белгородская область)
Хвостовка — хутор в Белгородском районе Белгородской области. Входит в состав Бессоновского сельского поселения.

## География
Хутор расположен недалеко от районного центра — Майского.
Часовой пояс
Хутор Хвостовка, как и вся Белгородская область, находится в часовой зоне МСК (московское время). Смещение применяемого времени относительно UTC составляет +3:00.

## Население
| 2002 | 2010 |
| ---- | ---- |
| 0    | →0   |